# هيئة الأركان المشتركة الأمريكية
هيئة الأركان المشتركة (بالإنجليزية: Joint Chiefs of Staff) هي الهيئة التي تضم أعلى القادة العسكريين داخل وزارة الدفاع الأمريكية، والتي تقدم المشورة لرئيس الولايات المتحدة ووزير الدفاع ومجلس الأمن الداخلي ومجلس الأمن القومي بشأن المسائل العسكرية. يتم تحديد تكوين هيئة الأركان المشتركة بموجب القانون وتتكون من رئيس ونائب رئيس ورؤساء الجيش وسلاح مشاة البحرية والبحرية والقوات الجوية وقوات الفضاء ورئيس مكتب الحرس الوطني.  يعمل كل من رؤساء الخدمات الفردية، خارج التزاماتهم تجاه هيئة الأركان المشتركة، تحت إشراف مباشر من وزراء أقسامهم العسكرية المعنية، على سبيل المثال وزير الجيش ووزير البحرية ووزير القوات الجوية.
وبعد صدور قانون جولدووتر-نيكولز في عام 1986، لم يعد لرؤساء الأركان المشتركة سلطة القيادة العملياتية، سواء بشكل فردي أو جماعي، حيث تنتقل سلسلة القيادة من الرئيس إلى وزير الدفاع، ومن الوزير إلى قادة المقاتلين الإقليميين. كما أنشأ القانون منصب نائب الرئيس، ويُعيَّن الرئيس الآن كمستشار عسكري رئيسي لوزير الدفاع ومجلس الأمن الداخلي ومجلس الأمن القومي والرئيس.
هيئة الأركان المشتركة هي هيئة أركان مقر في البنتاغون، تتألف من أفراد من كل فرع من فروع الخدمة الستة، وتساعد رئيس هيئة الأركان ونائبه في أداء مسؤولياتهما، ويديرها مدير هيئة الأركان المشتركة.

## الدور والمسؤوليات

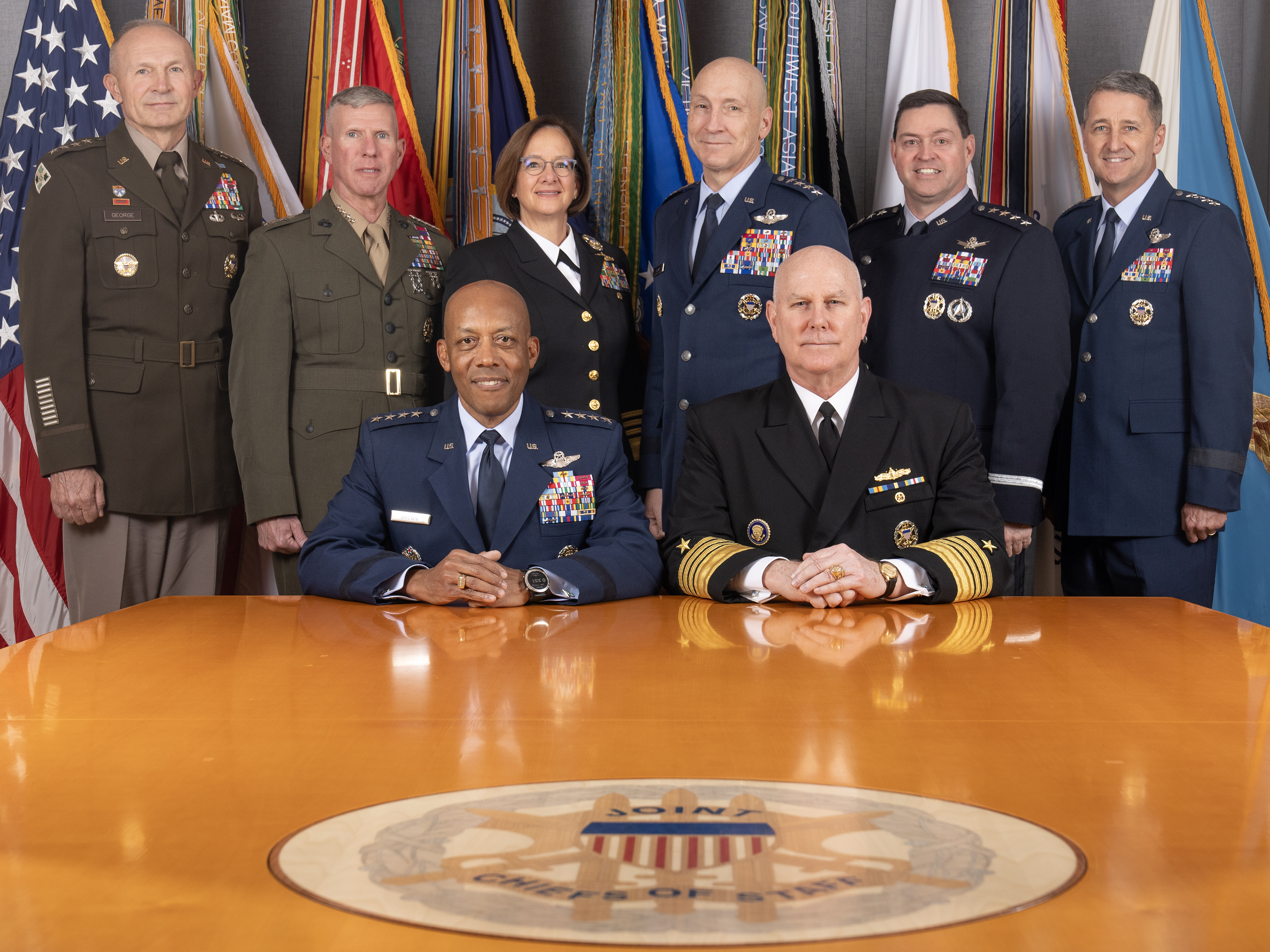
هيئة الأركان المشتركة في نوفمبر 2024.

بعد إعادة تنظيم القوات المسلحة عام 1986 بموجب قانون جولدووتر-نيكولز، لم تعد هيئة الأركان المشتركة تمتلك سلطة عملياتية على القوات أو الوحدات الأخرى. تنتقل مسؤولية إدارة العمليات العسكرية من الرئيس إلى وزير الدفاع مباشرة إلى قادة القيادات القتالية الموحدة، وبالتالي تتجاوز هيئة الأركان المشتركة بشكل كامل.
اليوم، تتمثل مسؤوليتهم الأساسية في ضمان جاهزية الأفراد والسياسة والتخطيط والتدريب لخدماتهم الخاصة حتى يتمكن القادة المقاتلون من الاستفادة منها. علاوة على ذلك، يعمل رئيس هيئة الأركان المشتركة كمستشار عسكري رئيسي للرئيس ووزير الدفاع. وفي هذا الدور الاستشاري البحت، تشكل هيئة الأركان المشتركة ثالث أعلى هيئة تداولية للسياسة العسكرية، بعد مجلس الأمن القومي ومجلس الأمن الداخلي، والتي تشمل الرئيس ومسؤولين آخرين إلى جانب رئيس هيئة الأركان المشتركة.
أثناء العمل كرئيس أو نائب رئيس هيئة الأركان المشتركة، أو رئيس أركان الجيش، أو قائد سلاح مشاة البحرية، أو رئيس العمليات البحرية، أو رئيس أركان القوات الجوية، أو قائد خفر السواحل، فإن الراتب الأساسي هو 18,491.70 دولارًا في الشهر،  بالإضافة إلى بدل مالي شخصي قدره 4000 دولار سنويًا. 

### الأعضاء الحاليون في هيئة الأركان المشتركة
| المنصب                          | صورة | الاسم                       | الفرع                           | منذ            | رشحه     | العلم |
| ------------------------------- | ---- | --------------------------- | ------------------------------- | -------------- | -------- | ----- |
| رئيس هيئة الأركان المشتركة      |      | الجنرال تشارلز براون جونيور | القوات الجوية الأمريكية         | 1 أكتوبر 2023  | جو بايدن |       |
| نائب رئيس هيئة الأركان المشتركة |      | الأميرال كريستوفر جرادي     | القوات البحرية الامريكية        | 20 ديسمبر 2021 | جو بايدن |       |
| رئيس أركان جيش الولايات المتحدة |      | الجنرال راندي جورج          | القوات البرية للولايات المتحدة  | 21 سبتمبر 2023 | جو بايدن |       |
| قائد سلاح مشاة البحرية          |      | الجنرال اريك سميث           | قوات مشاة البحرية الأمريكية     | 22 سبتمبر 2023 | جو بايدن |       |
| رئيس العمليات البحرية           |      | الأميرال ليزا فرانشيتي      | القوات البحرية الامريكية        | 2 نوفمبر 2023  | جو بايدن |       |
| رئيس أركان القوات الجوية        |      | الجنرال ديفيد اولفين        | القوات الجوية الأمريكية         | 2 نوفمبر 2023  | جو بايدن |       |
| رئيس عمليات الفضاء              |      | الجنرال ب. تشانس سالتزمان   | القوة الفضائية للولايات المتحدة | 2 نوفمبر 2022  | جو بايدن |       |
| رئيس مكتب الحرس الوطني          |      | الجنرال ستيفن نوردهاوس      | القوات الجوية الأمريكية         | 2 أكتوبر 2024  | جو بايدن |       |

#### غير الأعضاء
| المنصب           | صورة | الاسم                        | الفرع                | منذ           | رشحه   | العلم |
| ---------------- | ---- | ---------------------------- | -------------------- | ------------- | ------ | ----- |
| قائد خفر السواحل |      | الأميرال كيفن لوندا بالوكالة | خفر السواحل الأمريكي | 21 يناير 2025 | لا أحد |       |

على الرغم من أنها فرع من القوات المسلحة يعمل خفر السواحل تحت إشراف وزارة الأمن الداخلي وليس وزارة الدفاع، إلا عندما يقوم الرئيس (على سبيل المثال، في أوقات الحرب أو الطوارئ الوطنية) بنقله إلى وزارة البحرية.  قائد خفر السواحل ليس عضوًا قانونيًا في هيئة الأركان المشتركة، ولكن يُنظر إليه أحيانًا على أنه عضو فعلي، ويحق له الحصول على نفس الأجر الإضافي الذي يحصل عليه رؤساء الأركان المشتركة،  وفي بعض الأحيان يحضر اجتماعات هيئة الأركان المشتركة بدعوة.  وعلى النقيض من هيئة الأركان المشتركة، التي لا تدخل فعليا في سلسلة القيادة العملياتية للجيش، فإن القائد هو القائد الإداري والعملياتي لخفر السواحل.

## تاريخ

### المجلس المشترك

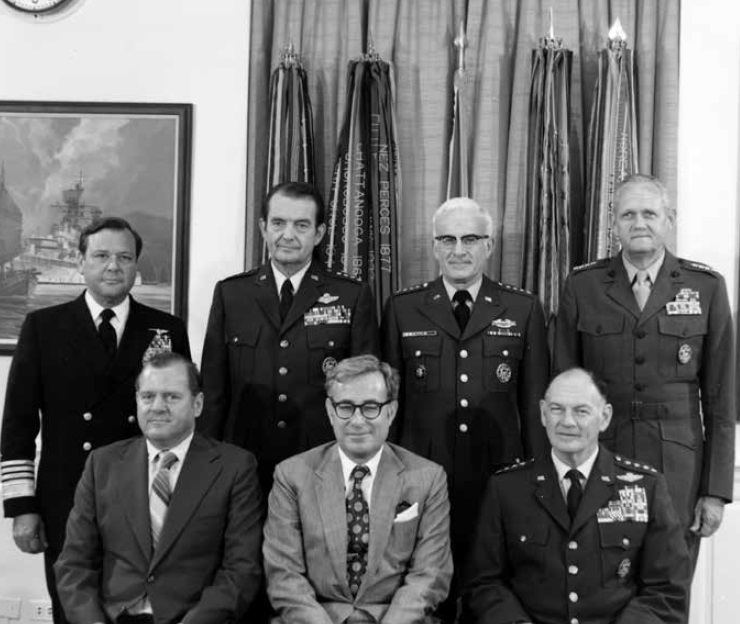
وزير الدفاع الأمريكي هارولد براون ونائبه تشارلز دنكان الابن مع رئيس هيئة الأركان المشتركة الجنرال جورج براون وأعضاء هيئة الأركان المشتركة الآخرين في البنتاغون عام 1977

مع نمو حجم الجيش الأمريكي في أعقاب الحرب الأهلية الأمريكية ، أصبح العمل العسكري المشترك بين الجيش والبحرية صعبًا بشكل متزايد. لم يكن الجيش والبحرية داعمين لبعضهما البعض سواء على المستوى التخطيطي أو العملياتي وكانا مقيدان بالخلافات أثناء الحرب الإسبانية الأمريكية في حملات الكاريبي.   تم إنشاء المجلس المشترك للجيش والبحرية في عام 1903 من قبل الرئيس ثيودور روزفلت، والذي يتألف من ممثلين من الرؤساء العسكريين والمخططين الرئيسيين لكل من المجلس العام للبحرية وهيئة الأركان العامة للجيش. تم إنشاء المجلس المشترك الذي يعمل بمثابة "لجنة استشارية" للتخطيط للعمليات المشتركة وحل مشاكل التنافس المشترك بين الخدمتين.  
ولكن المجلس المشترك لم يحقق الكثير، لأن ميثاقه لم يمنحه أي سلطة لفرض قراراته. وكانت اللجنة المشتركة تفتقر أيضًا إلى القدرة على إبداء آرائها الخاصة، وبالتالي اقتصرت على التعليق فقط على المشاكل التي عرضها عليها وزيرا الحرب والبحرية. ونتيجة لذلك، لم يكن للمجلس المشترك أي تأثير يذكر على الطريقة التي أدارت بها الولايات المتحدة الحرب العالمية الأولى.
بعد الحرب العالمية الأولى، اتفق الوزيران في عام 1919 على إعادة إنشاء المجلس المشترك وتنشيطه. كانت مهمة هيئة الأركان العامة هي تطوير خطط التعبئة للحرب القادمة. في هذه الخرائط، تم تصنيف الولايات المتحدة دائمًا على أنها "زرقاء" وتم تعيين الأعداء المحتملين بألوان أخرى مختلفة. 
والآن أصبح من المقرر أن تضم عضوية المجلس المشترك رؤساء الأركان ونوابهم ورئيس قسم خطط الحرب في الجيش ومدير قسم الخطط في البحرية. تحت إشراف المجلس المشترك كان من المقرر أن يكون هناك طاقم عمل يسمى لجنة التخطيط المشتركة لخدمة المجلس. وبالإضافة إلى العضوية الجديدة، يمكن للمجلس المشترك أن يبادر إلى تقديم توصيات من تلقاء نفسه. ولكن المجلس المشترك لم يمتلك بعد السلطة القانونية اللازمة لتنفيذ قراراته.

### الحرب العالمية الثانية

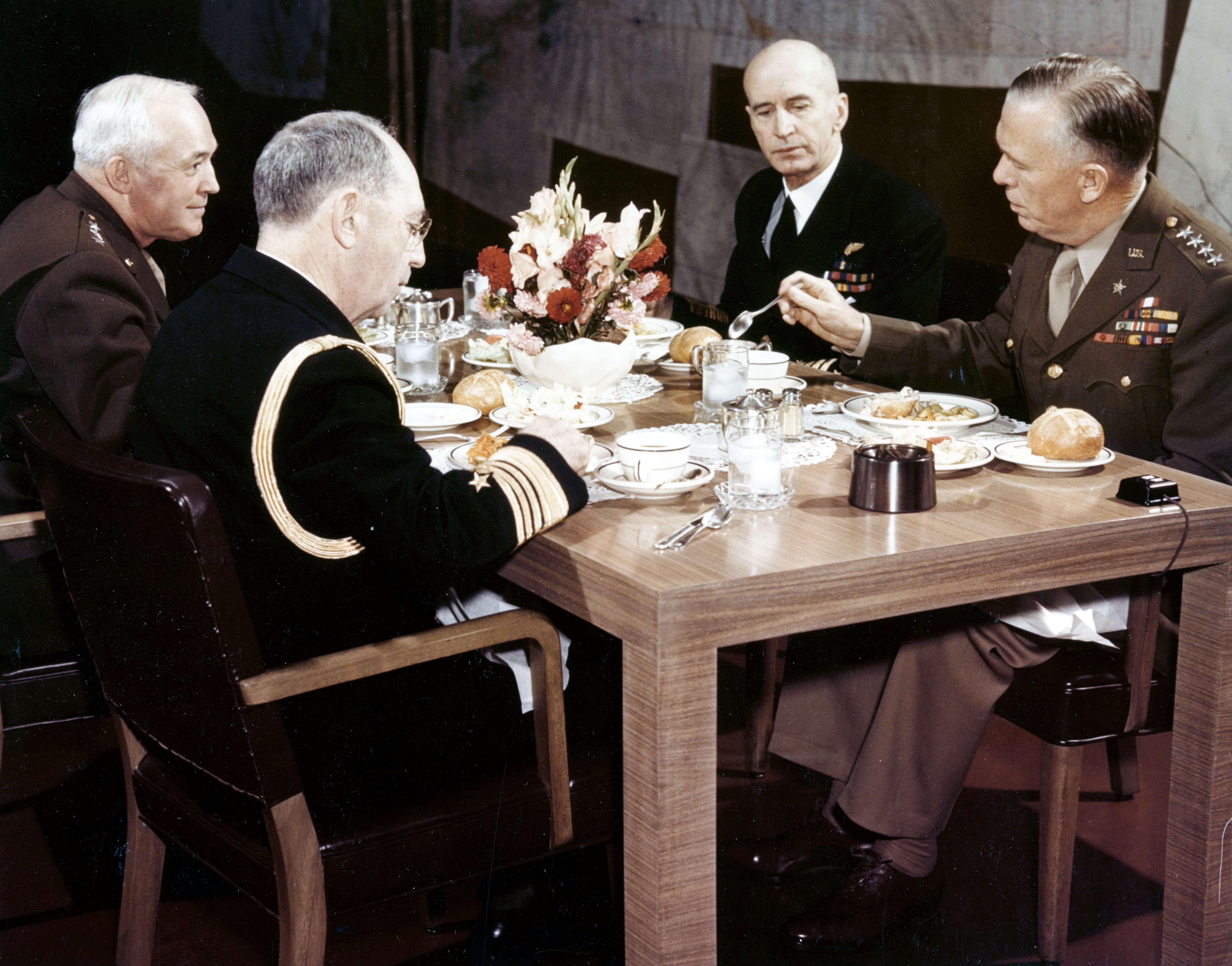
اجتماع هيئة الأركان المشتركة (ق. 1943). من اليسار إلى اليمين: الجنرال هنري أرنولد، قائد القوات الجوية للجيش؛ والأميرال ويليام ليهي ، رئيس أركان القائد العام للجيش والبحرية؛ والأميرال إرنست كينج، القائد العام للأسطول الأمريكي ورئيس العمليات البحرية؛ والجنرال جورج مارشال، رئيس أركان جيش الولايات المتحدة.

أنشأ الرئيس الأمريكي فرانكلين روزفلت ورئيس الوزراء البريطاني ونستون تشرشل هيئة الأركان المشتركة خلال مؤتمر أركاديا عام 1942.  وستكون بمثابة الهيئة العسكرية العليا للتوجيه الاستراتيجي للجهود الحربية المشتركة بين الولايات المتحدة والمملكة المتحدة.
وكان من المقرر أن يتألف الجزء البريطاني من هيئة رؤساء الأركان العامة من لجنة رؤساء الأركان البريطانية، ولكن الولايات المتحدة لم يكن لديها هيئة مكافئة. إن افتقار المجلس المشترك إلى السلطة جعله غير ذي فائدة بالنسبة لهيئة الأركان المشتركة، على الرغم من أن منشوره عام 1935، العمل المشترك للجيش والبحرية، أعطى بعض التوجيهات للعمليات المشتركة خلال الحرب العالمية الثانية. ولم يكن للمجلس المشترك تأثير يذكر أثناء الحرب، وفي نهاية المطاف تم حله في عام 1947.
وباعتباره نظيرًا للجنة رؤساء الأركان البريطانية في هيئة الأركان المشتركة، ومن أجل توفير جهود منسقة بشكل أفضل وعمل موظفين منسق للجهد العسكري الأمريكي، اقترح الأميرال ويليام ليهي إنشاء "قيادة عليا موحدة" في ما سيُطلق عليه فيما بعد هيئة الأركان المشتركة. على غرار لجنة رؤساء الأركان البريطانية، عقد أول اجتماع رسمي لهيئة الأركان المشتركة في 9 فبراير 1942، لتنسيق العمليات بين وزارتي الحرب والبحرية.   أشار التاريخ الرسمي للقوات الجوية للجيش إلى أنه على الرغم من "عدم وجود ميثاق رسمي ينشئ هذه اللجنة... إلا أنها بحلول نهاية فبراير كانت قد تولت مسؤوليات تجاه المجهود الحربي الأمريكي مماثلة لمسؤوليات هيئة الأركان المشتركة على المستوى المشترك".  في 20 يوليو 1942، أصبح الأدميرال ليهي "رئيس أركان القائد العام"، مع عمل جميع رؤساء الخدمات الفردية تحت سلطته.
كان أول أعضاء هيئة الأركان المشتركة هم: 
| الاسم                     | الفرع                    | المنصب                                                         |
| ------------------------- | ------------------------ | -------------------------------------------------------------- |
| الأميرال ويليام ليهي      | القوات البحرية الأمريكية | رئيس أركان القائد العام للجيش والبحرية ومستشار عسكري رئاسي خاص |
| الجنرال جورج مارشال       | القوات البرية الأمريكية  | رئيس أركان جيش الولايات المتحدة                                |
| الأميرال إيرنست كينج      | القوات البحرية الأمريكية | القائد الأعلى للأسطول الأمريكي ورئيس العمليات البحرية          |
| الجنرال هنري "هاب" أرنولد | القوات البرية الأمريكية  | رئيس القوات الجوية للجيش ونائب رئيس الأركان للقوات الجوية      |

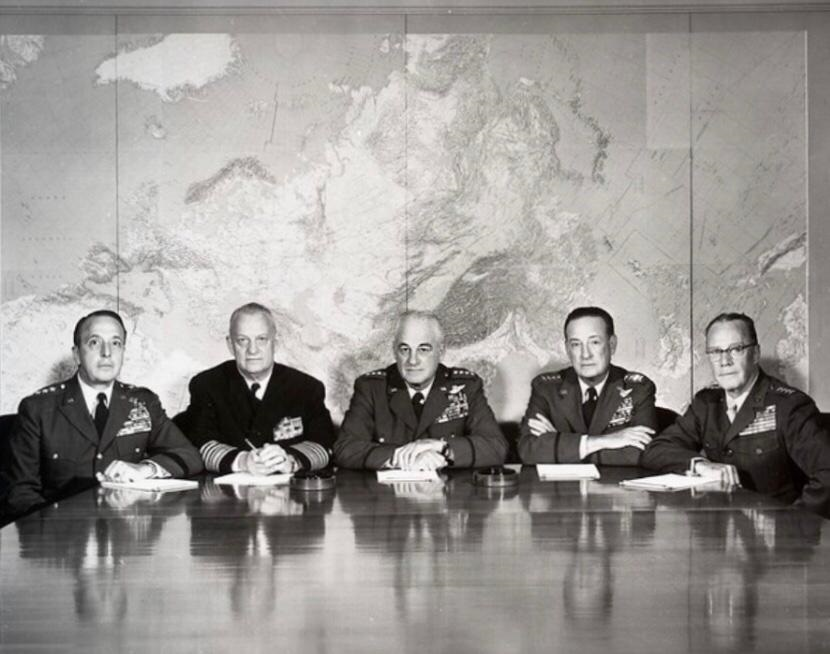
هيئة الأركان المشتركة في عام 1959. من اليسار إلى اليمين: الجنرال ليمان إل. ليمنتزر، القوات البرية الأمريكية؛ الأميرال أرلي بيرك، البحرية الأمريكية؛ الجنرال ناثان توينينج، القوات الجوية الأمريكية (رئيسًا)؛ الجنرال توماس دريسر وايت، القوات الجوية الأمريكية؛ والجنرال راندولف بات، مشاة البحرية الأمريكية

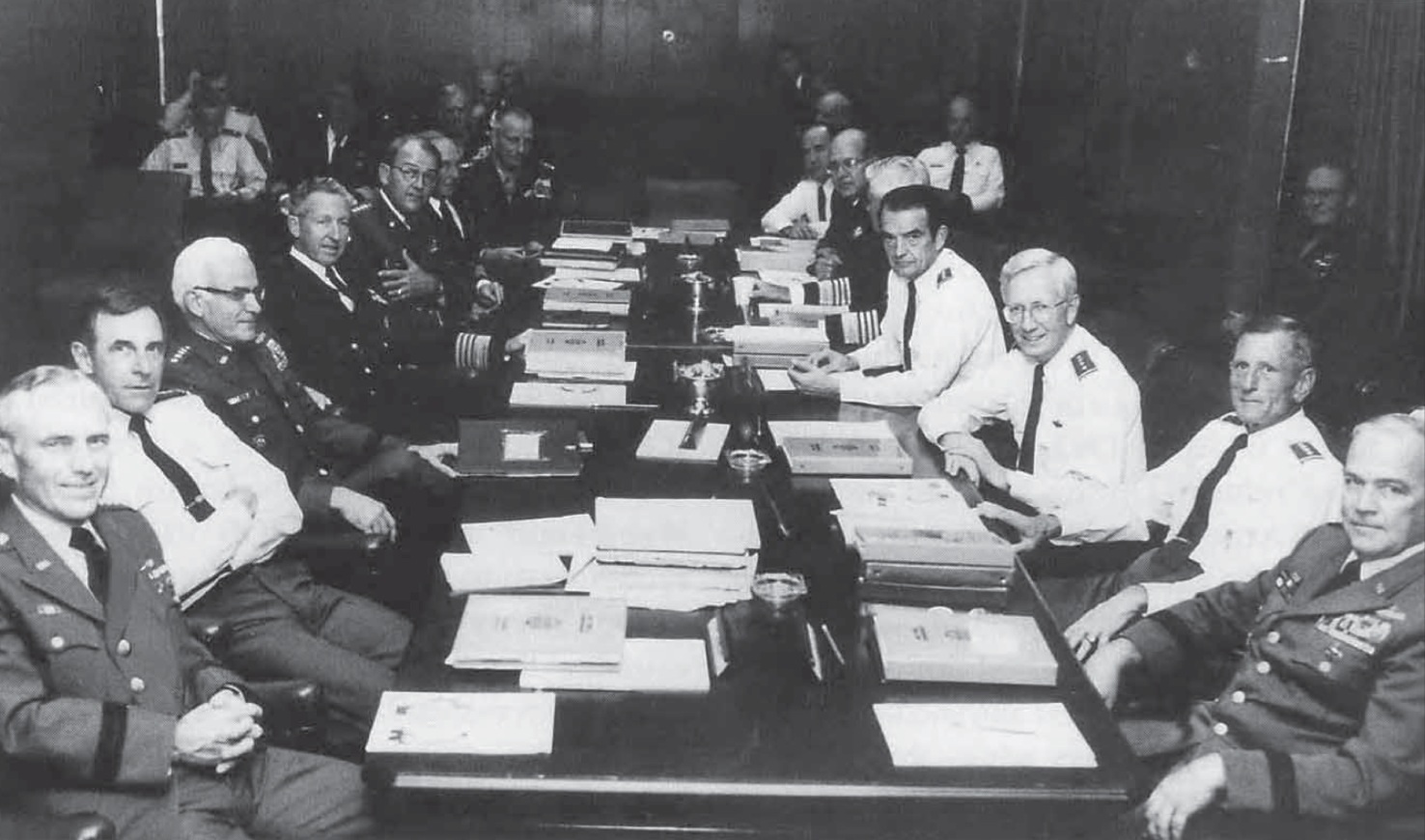
هيئة الأركان المشتركة في اجتماعها السنوي مع قادة القيادة الموحدة والمحددة في قاعة اجتماعات هيئة الأركان المشتركة، والمعروفة أيضًا باسم "الدبابة" في 15 يناير 1981.

كان كل عضو من أعضاء هيئة الأركان المشتركة الأصلية ضابطًا بأربع نجوم أو ضابطًا عامًا في فرع خدمته. بحلول نهاية الحرب، تمت ترقية كل منهما: ليهي وكينغ إلى رتبة أميرال أسطول؛ ومارشال وأرنولد إلى رتبة جنرال في الجيش. تم تعيين أرنولد في وقت لاحق برتبة جنرال في القوات الجوية.
وكانت لجان هيئة الأركان المشتركة إحدى اللجان التابعة لهيئة الأركان. كانت اللجنة، "واحدة من أكثر وكالات التخطيط نفوذاً في القوات المسلحة في زمن الحرب"، لجنة غير عادية تابعة لهيئة الأركان والتي كانت موجودة من عام 1942 حتى عام 1947.  وشمل الأعضاء الفريق أول ستانلي إمبيك، رئيس الجيش الأمريكي، 1942-1946، ونائب الأميرال راسل ويلسون، البحرية الأمريكية، 1942-1945، ونائب الأميرال ثيودور ستارك ويلكينسون، البحرية الأمريكية، 1946، واللواء موير فيرتشايلد، القوات الجوية للجيش الأمريكي، 1942.
مع نهاية الحرب العالمية الثانية، تم إنشاء هيئة الأركان المشتركة رسميًا بموجب قانون الأمن الوطني لعام 1947. وبموجب القانون، تتألف هيئة الأركان المشتركة من رئيس ورئيس أركان الجيش ورئيس أركان القوات الجوية (التي أنشئت كخدمة منفصلة بموجب نفس القانون)، ورئيس العمليات البحرية. كان من المقرر استشارة قائد سلاح مشاة البحرية في الأمور المتعلقة بالسلاح، لكنه لم يكن عضوًا منتظمًا؛ وكان الجنرال ليمويل شيبارد الابن، القائد في الفترة من 1952 إلى 1955، أول من جلس كعضو عرضي. تم تعديل القانون خلال فترة ولاية الجنرال لويس ويلسون الابن (1975-1979)، مما جعل القائد عضوًا بدوام كامل في هيئة الأركان المشتركة على قدم المساواة مع الخدمات الثلاث الأخرى التابعة لوزارة الدفاع.
تم إنشاء منصب نائب الرئيس بموجب قانون جولدووتر-نيكولز لعام 1986 لتكملة مجلس قيادة القوات المشتركة، فضلاً عن تفويض بعض مسؤوليات الرئيس، وخاصة تخصيص الموارد من خلال مجلس الإشراف على المتطلبات المشتركة.
كان الجنرال كولن باول (رئيس هيئة الأركان المشتركة، 1989-1993) أول أمريكي من أصل أفريقي يخدم في هيئة الأركان المشتركة عندما أصبح الرئيس الثاني عشر لهيئة الأركان المشتركة في عام 1989. كان الجنرال تشارلز كيو براون الإبن أول أمريكي من أصل أفريقي يتم تعيينه لقيادة فرع الخدمة عندما أصبح رئيس أركان القوات الجوية في عام 2020. في 25 مايو 2023، رشح الرئيس جو بايدن الجنرال براون ليصبح الرئيس الحادي والعشرين لهيئة الأركان المشتركة. وفي وقت لاحق، تم تأكيد تعيين الجنرال براون وتولى منصب الرئيس في الأول من أكتوبر/تشرين الأول 2023. كان الجنرال ريتشارد مايرز (رئيس هيئة الأركان المشتركة، 2001-2005) أول نائب لرئيس هيئة الأركان المشتركة يشغل منصب رئيس هيئة الأركان المشتركة. وكان الجنرال بيتر بيس (نائب الرئيس 2001-2005؛ والرئيس 2005-2007) أول جندي مشاة بحرية يشغل أيًا من المنصبين. أصبحت الأميرال ليزا فرانشيتي أول امرأة تخدم في هيئة الأركان المشتركة عندما تولت منصب رئيس العمليات البحرية في 2 نوفمبر 2023.  

### قانون تفويض الدفاع الوطني لعام 2012
وقد أضاف أحد الأحكام في قانون تفويض الدفاع الوطني لعام 2012 رئيس مكتب الحرس الوطني إلى هيئة الأركان المشتركة. وصفها مؤرخو الحرس الوطني بأنها "التطور الأكثر أهمية" للحرس الوطني منذ قانون الميليشيات لعام 1903. 

### قانون تفويض الدفاع الوطني لعام 2020
تم تأسيس قوة الفضاء الأمريكية بموجب قانون تفويض الدفاع الوطني لعام 2020 في 20 ديسمبر 2019. يرأس قوة الفضاء رئيس العمليات الفضائية، الذي يقدم تقاريره مباشرة إلى وزير القوات الجوية. وأصبح رئيس عمليات الفضاء عضوًا قانونيًا في هيئة الأركان المشتركة في 20 ديسمبر 2020. 

## المناصب التنظيمية والقيادية

### رئيس مجلس الإدارة

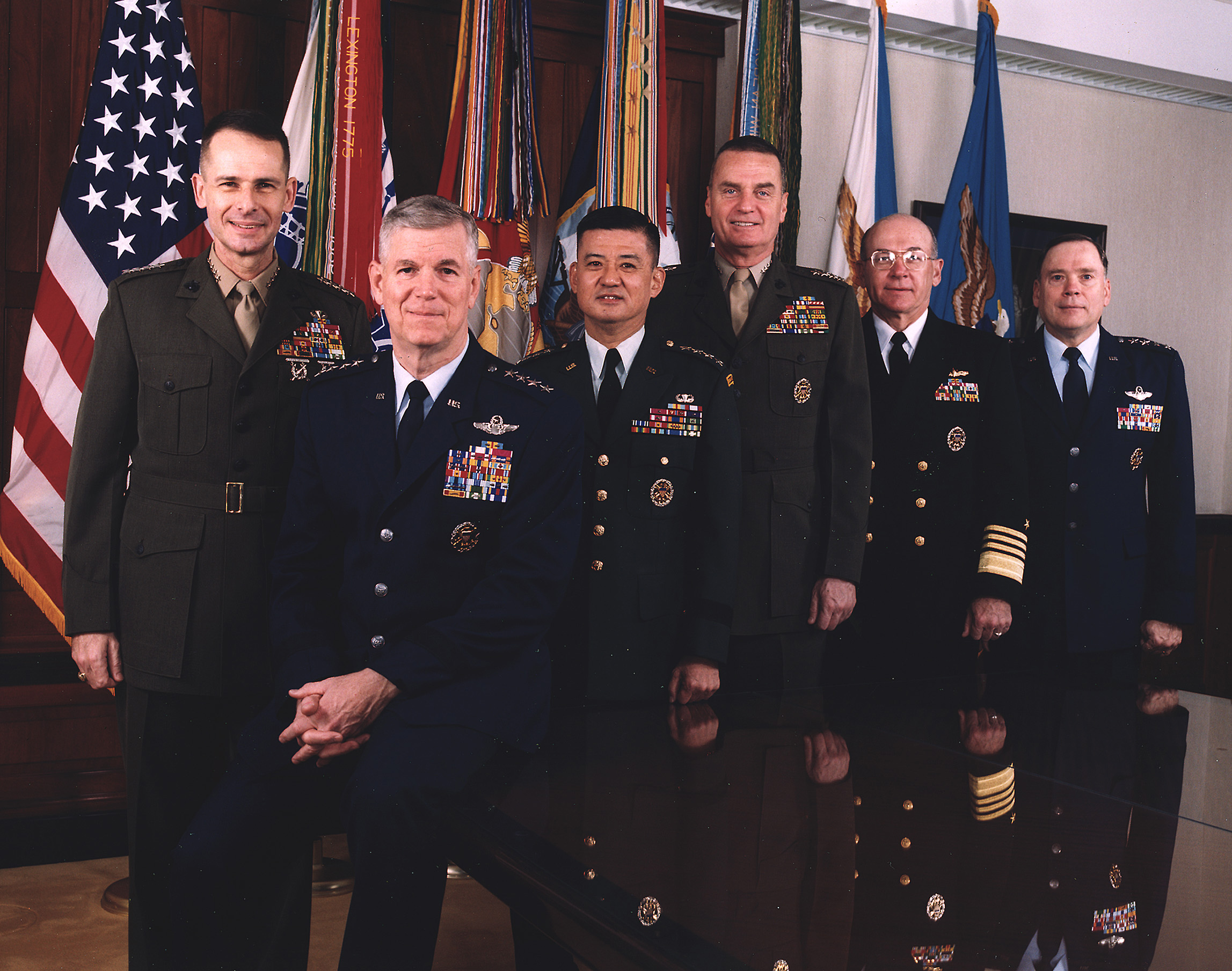
هيئة الأركان المشتركة في عام 2001

رئيس هيئة الأركان المشتركة هو، بموجب القانون، الضابط العسكري الأعلى رتبة في القوات المسلحة للولايات المتحدة، والمستشار العسكري الرئيسي لرئيس الولايات المتحدة. ويقود الاجتماعات وينسق جهود هيئة الأركان المشتركة التي تضم الرئيس ونائب رئيس هيئة الأركان المشتركة ورئيس أركان جيش الولايات المتحدة وقائد قوات مشاة البحرية الأمريكية ورئيس العمليات البحرية ورئيس أركان القوات الجوية الأمريكية ورئيس عمليات الفضاء (عضو قانوني بعد ديسمبر 2020) ورئيس مكتب الحرس الوطني. لدى هيئة الأركان المشتركة مكاتب في البنتاغون. رتبة الرئيس أعلى من جميع رؤساء الخدمات، لكنه لا يحتفظ بالسلطة عليهم أو على فروعهم أو على القيادات القتالية الموحدة.  يتلقى جميع القادة المقاتلين أوامرهم مباشرة من وزير الدفاع.
في 20 يوليو 1942، أصبح الأميرال ويليام ليهي رئيسًا لأركان القائد العام (20 يوليو 1942 - 21 مارس 1949). ولم يكن من الناحية الفنية رئيسًا لهيئة الأركان المشتركة. وكان منصب ليهي بمثابة مقدمة لمنصب "رئيس هيئة الأركان المشتركة". تم إنشاء هذا المنصب وتوليه لأول مرة الجنرال عمر برادلي في عام 1949.
الرئيس الحالي والـ21 هو الجنرال تشارلز كيو براون الإبن، الذي بدأ فترة ولايته في 29 سبتمبر 2023.

### نائب الرئيس
تم إنشاء منصب نائب رئيس هيئة الأركان المشتركة بموجب قانون جولدووتر-نيكولز لعام 1986. نائب الرئيس هو جنرال أو أميرال بأربع نجوم، وبموجب القانون هو ثاني أعلى عضو في القوات المسلحة الأمريكية (بعد الرئيس). في حالة غياب الرئيس، يتولى نائب الرئيس رئاسة اجتماعات هيئة الأركان المشتركة. يجوز له أيضًا أن يقوم بالمهام التي يحددها الرئيس. ولم يتم جعل هذا المنصب عضوًا مصوتًا كاملاً في هيئة الأركان المشتركة إلا بموجب قانون تفويض الدفاع الوطني في عام 1992. 
نائب الرئيس الحالي هو الأميرال كريستوفر دبليو جرادي، الذي بدأ ولايته في 20 ديسمبر 2021.

### المستشار الأول للرئيس
يقدم المستشار الأول لرئيس هيئة الأركان المشتركة المشورة بشأن جميع الأمور المتعلقة بتكامل القوة الكلية المشتركة والمجتمعة واستخدامها وتطويرها، ويساعد في تطوير التعليم المهني المشترك المتعلق بضباط الصف، وتعزيز الاستفادة من كبار ضباط الصف في هيئات أركان المعركة المشتركة، ودعم مسؤوليات الرئيس حسب التوجيهات.
كان القائد ويليام جاني أول مستشار، حيث تولى مهامه اعتبارًا من 1 أكتوبر 2005. المستشار الحالي هو تروي بلاك، الذي أدى اليمين أمام رئيس هيئة الأركان المشتركة، في 3 نوفمبر 2023، ليحل محل رامون كولون لوبيز.

## تنظيم
يقع مقر هيئة الأركان في البنتاغون (مع مكاتب في هامبتون رودز، فيرجينيا؛ فورت ليفنوورث، كانساس؛ قاعدة لاكلاند الجوية، تكساس؛ فورت بيلفوار، فيرجينيا؛ قاعدة فيرتشايلد الجوية، واشنطن وفورت ماكنير، مقاطعة كولومبيا) وتتكون من أفراد من جميع القوات المسلحة الست، لمساعدة الرئيس ونائب الرئيس في أداء مسؤولياتهما. إنهم يعملون بشكل وثيق مع مكتب وزير الدفاع، وهيئات الإدارة العسكرية، وهيئات القيادة القتالية.
يتلقى رئيس هيئة الأركان المشتركة المساعدة من مدير هيئة الأركان المشتركة، وهو ضابط بثلاث نجوم يساعد الرئيس في إدارة هيئة الأركان المشتركة، وهي منظمة تتألف من أعداد متساوية تقريبًا من الضباط الذين يساهم بهم الجيش والبحرية ومشاة البحرية والقوات الجوية وقوات الفضاء وخفر السواحل، والذين تم تكليفهم بمساعدة الرئيس في توفير التوجيه الاستراتيجي الموحد والتشغيل والتكامل للقوات البرية والبحرية والفضائية والجوية المقاتلة لوزير الدفاع. ويعاون المدير نائب مدير هيئة الأركان المشتركة، وهو ضابط برتبة نجمتين.
كلف وزير الدفاع السابق مارك إسبر هيئة الأركان المشتركة بتطوير مفهوم الحرب المشتركة للخدمات بحلول ديسمبر 2020.  يعد تطوير القيادة والسيطرة المشتركة في جميع المجالات كمفهوم أحد الأهداف الرئيسية للمؤتمر العشرين لقادة القوات المشتركة.   وأمر إسبر الخدمات الأربع وهيئة الأركان المشتركة بإنشاء مفهوم جديد للقتال المشترك للعمليات في جميع المجالات، والعمل في وقت واحد في الجو والبر والبحر والفضاء والسيبران والطيف الكهرومغناطيسي. وشهد رؤساء الأركان المشتركة وقادة القوات المقاتلة عروضًا توضيحية لهذا المفهوم في سبتمبر 2020.

### تنظيم

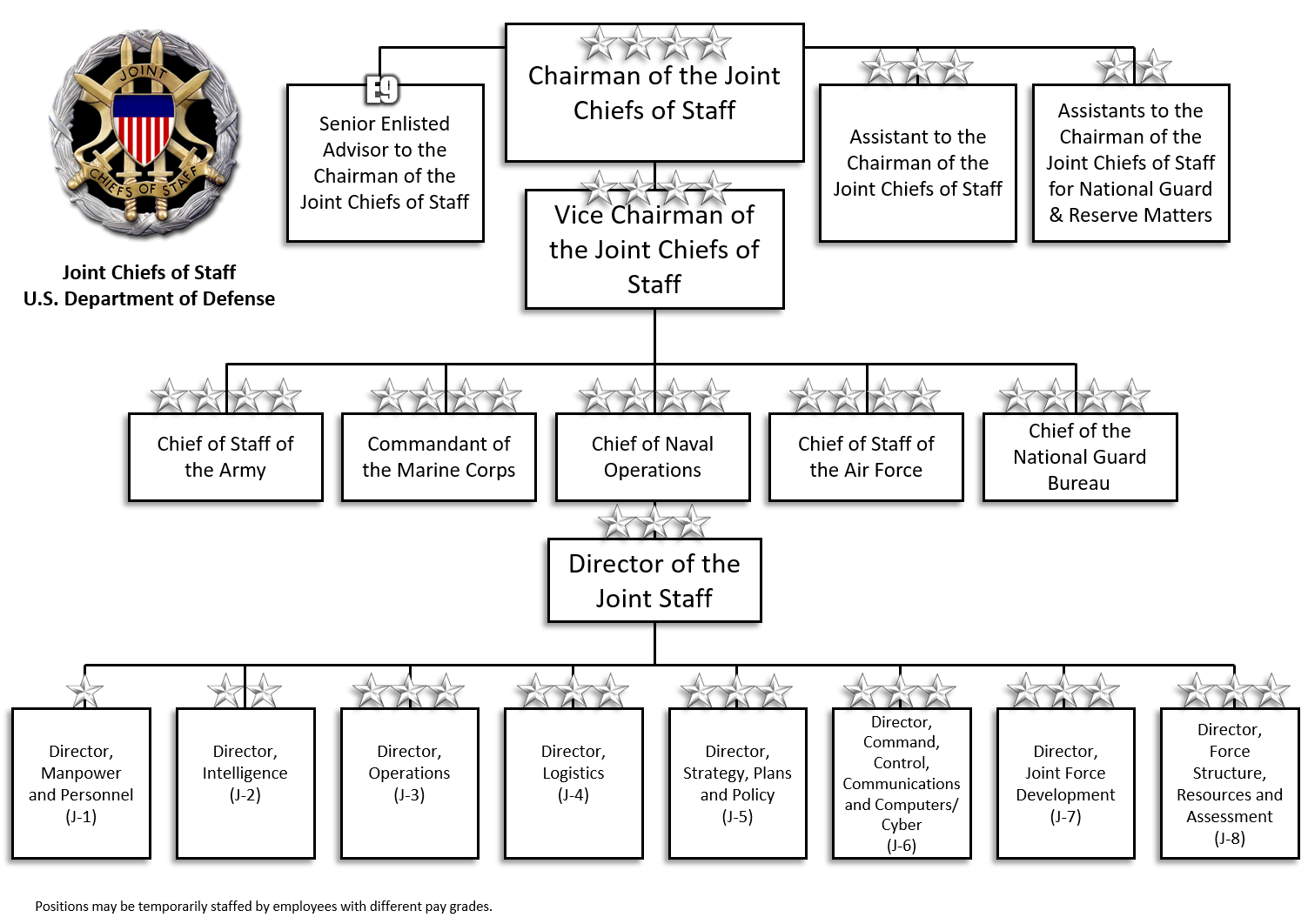
مخطط تنظيم هيئة الأركان المشتركة اعتبارًا من مارس 2018

تتضمن هيئة الأركان المشتركة الأقسام التالية حيث يتم ترجمة جميع وظائف التخطيط والسياسات والاستخبارات والقوى العاملة والاتصالات والخدمات اللوجستية إلى أفعال. 
- رئيس هيئة الأركان المشتركة
  - نائب رئيس هيئة الأركان المشتركة
    - مدير هيئة الأركان المشتركة - يساعد الرئيس في دوره كمستشار للرئيس ووزير الدفاع، وينسق ويوجه أنشطة هيئة الأركان المشتركة لدعم الرئيس، ويعمل كمفتش عام للأركان.
      - نائب مدير هيئة الأركان المشتركة
        - مدير القوى العاملة والموظفين
        - مدير الاستخبارات
        - مدير العمليات
        - مدير الخدمات اللوجستية
        - مدير الاستراتيجية والخطط والسياسات
        - مدير القيادة والتحكم والاتصالات والكمبيوتر / مسؤول المعلومات الرئيسي
        - مدير تطوير القوة المشتركة
        - مدير هيكل القوة والموارد والتقييم
        - مدير الإدارة
        - سكرتير هيئة الأركان المشتركة – الإدارة العامة وإدارة أعمال هيئة الأركان المشتركة
        - مكتب التاريخ المشترك – تسجيل أنشطة رئيس هيئة الأركان المشتركة

    - مساعد الرئيس – يشرف على الأمور التي تتطلب سيطرة شخصية وثيقة من قبل الرئيس مع التركيز بشكل خاص على العلاقات الدولية والمخاوف السياسية والعسكرية
    - مستشار أول للرئيس – مستشار للرئيس في جميع الأمور المتعلقة بتكامل القوة الكلية المشتركة والموحدة، والاستخدام، وصحة القوة، والتطوير المشترك للأفراد المجندين

### مديريات هيئة الأركان المشتركة

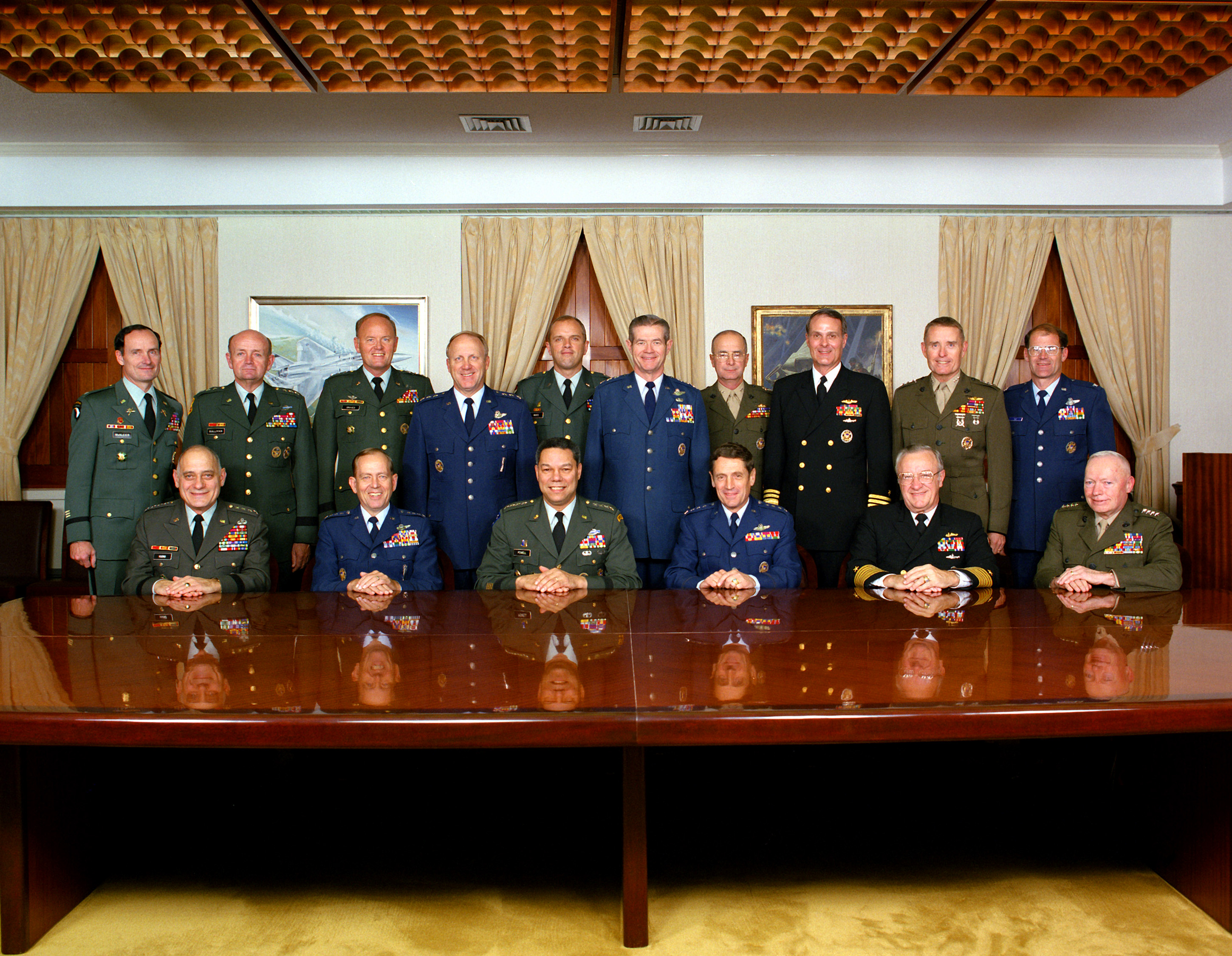
رئيس هيئة الأركان المشتركة (جالسًا) ومديرو مديريات هيئة الأركان المشتركة (وقوفًا)، نوفمبر 1989.

تتضمن هيئة الأركان المشتركة الأقسام التالية حيث يتم ترجمة جميع وظائف التخطيط والسياسات والاستخبارات والقوى العاملة والاتصالات والخدمات اللوجستية إلى أفعال. 
- مديرية الإدارة
  - الأمانة المشتركة
    - قسم إدارة المعلومات
    - قسم الإجراءات
- شؤون الموظفين والقوى العاملة
- الاستخبارات
  - يعد المركز الوطني للاستخبارات العسكرية المشتركة جزءًا من المديرية ويديره موظفون من وكالة استخبارات الدفاع
- العمليات
  - مركز القيادة العسكرية الوطنية
- الخدمات اللوجستية
- الخطط الاستراتيجية والسياسات
- القيادة والتحكم والاتصالات والحاسبات الآلية/السيبرانية [27]
  - يقوم فريق التحليل المشترك القابل للنشربإجراء تقييمات بالاشتراك مع تدريبات القيادة القتالية والتجارب وأحداث الاختبار والتقييم. [28]
- تطوير القوة المشتركة
  - تتولى مسؤولية الوظائف الستة لتطوير القوة المشتركة: العقيدة، والتعليم، وتطوير المفاهيم والتجريب، والتدريب، والتمارين، والدروس المستفادة.
- هيكل القوة والموارد والتقييم

## هيئة الأركان المشتركة: جوائز مدنية
يجوز لهيئة الأركان المشتركة تكريم المواطنين الأفراد أو المنظمات أو موظفي الحكومة المدنيين المحترفين لإنجازاتهم المهمة التي قدموها للمجتمع المشترك بواحدة من الأوسمة/الجوائز التالية. 
- جائزة الخدمات العامة المتميزة
- جائزة الخدمة المدنية المتميزة المشتركة
- جائزة التقدير المشترك للخدمة المدنية
- جائزة الإنجاز المشترك للخدمة المدنية

## خفر السواحل
على الرغم من أنه، كما تمت مناقشته أعلاه، فإن قائد خفر السواحل ليس عضوًا بحكم منصبه في هيئة الأركان المشتركة مثل رؤساء الخدمات الآخرين، فإن ضباط خفر السواحل مؤهلون قانونًا للتعيين كرئيس ونائب رئيس، وفقًا للقانون والذي يستخدم المصطلح الجماعي "القوات المسلحة" بدلاً من إدراج الخدمات المؤهلة، بالإضافة إلى المناصب الأخرى في هيئة الأركان المشتركة. اعتبارًا من 2025 لم يتم تعيين أي ضابط من ضباط خفر السواحل رئيسًا أو نائبًا للرئيس، لكن ضباط خفر السواحل يخدمون بشكل روتيني في طاقم هيئة الأركان المشتركة، بما في ذلك نائب أميرال.

## معرض الصور

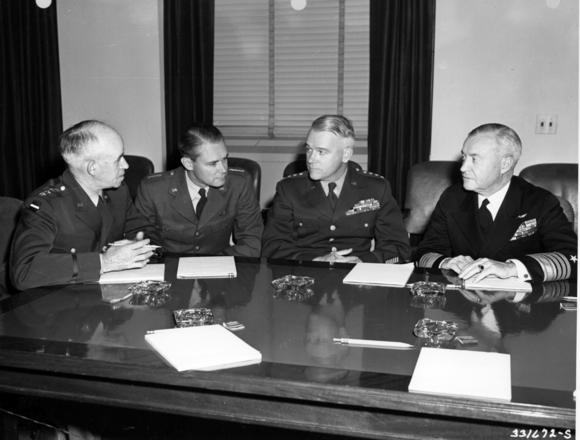
هيئة الأركان المشتركة في بداياتها عام 1949.
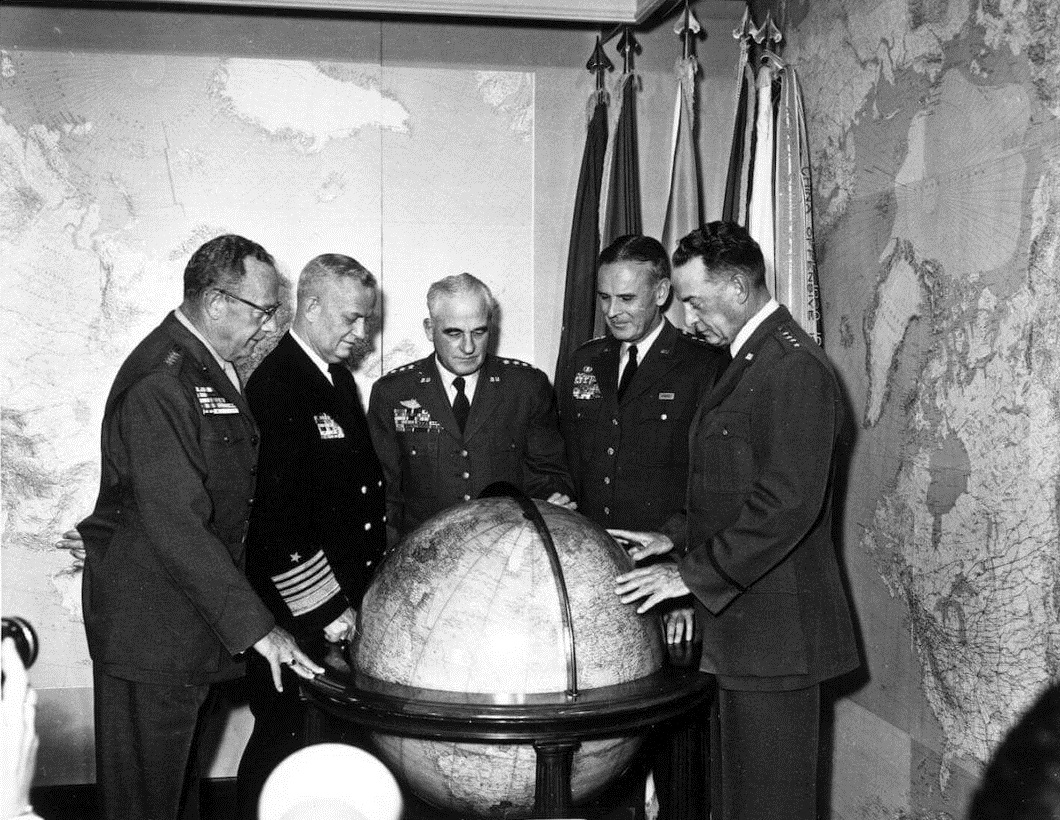
أعضاء هيئة الأركان المشتركة في البنتاغون في عام 1958.
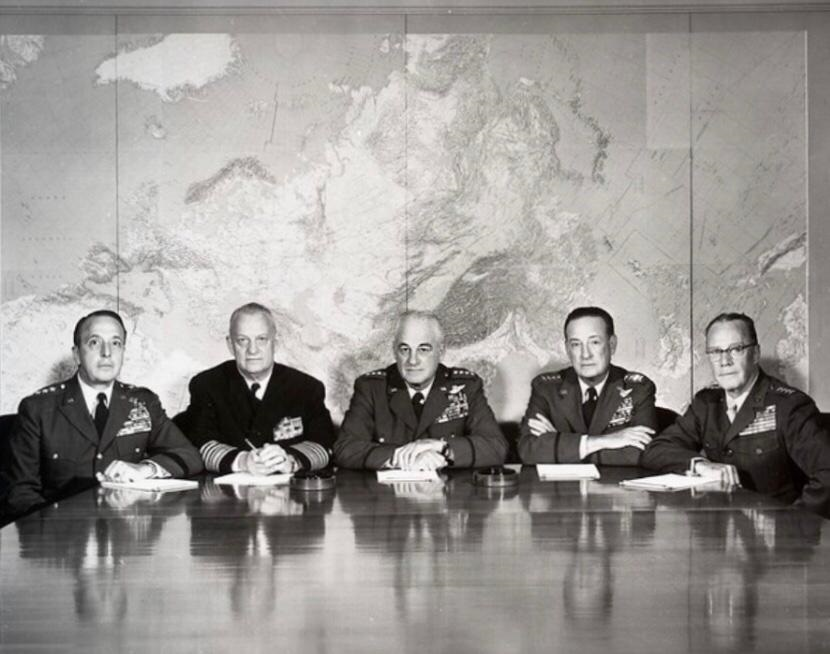
هيئة الأركان المشتركة في عام 1959.
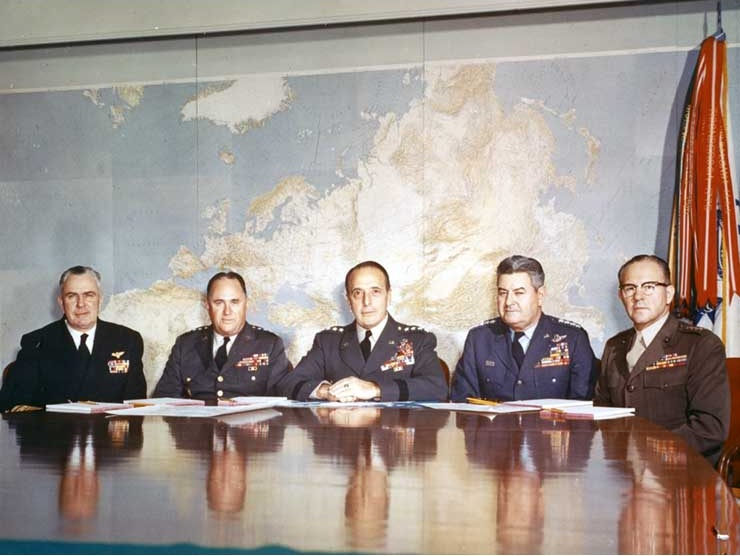
هيئة الأركان المشتركة في عام 1961.
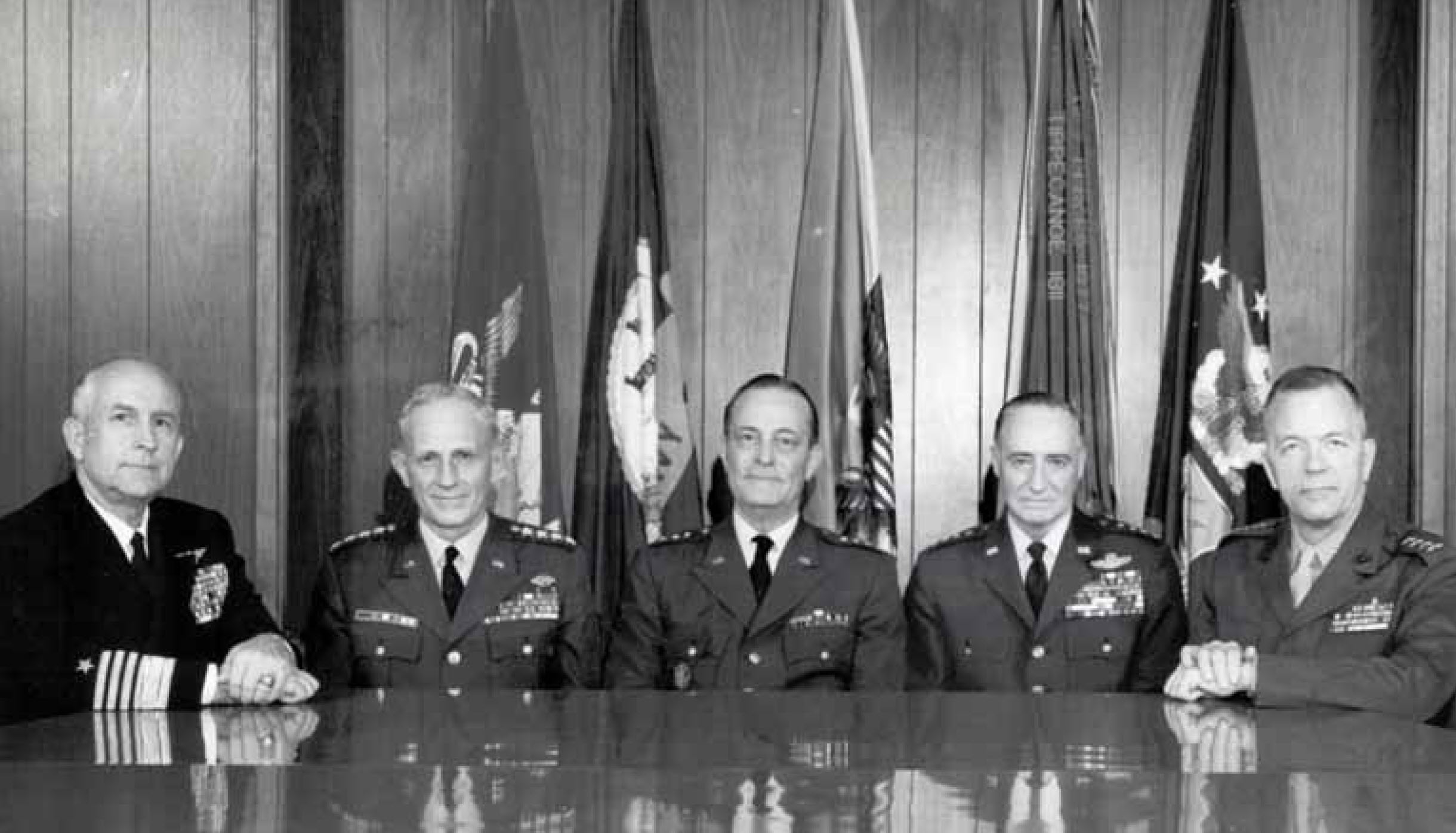
هيئة الأركان المشتركة في عام 1968.
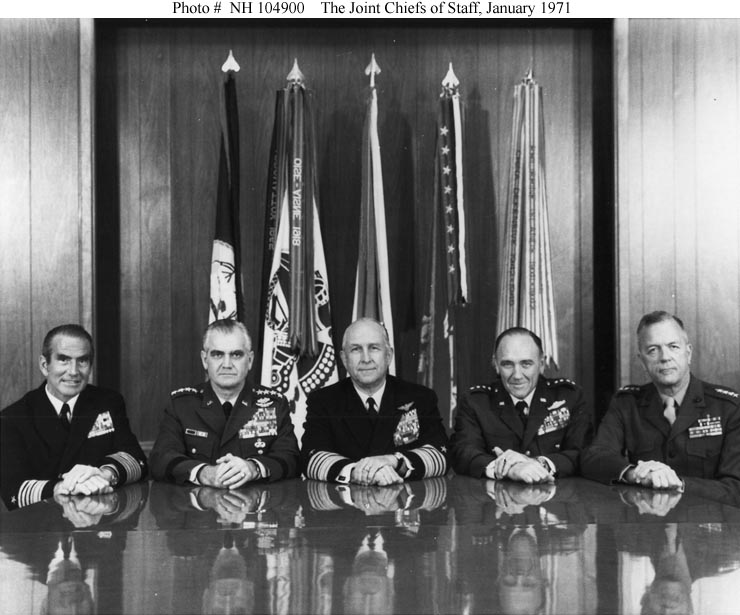
هيئة الأركان المشتركة في عام 1971.
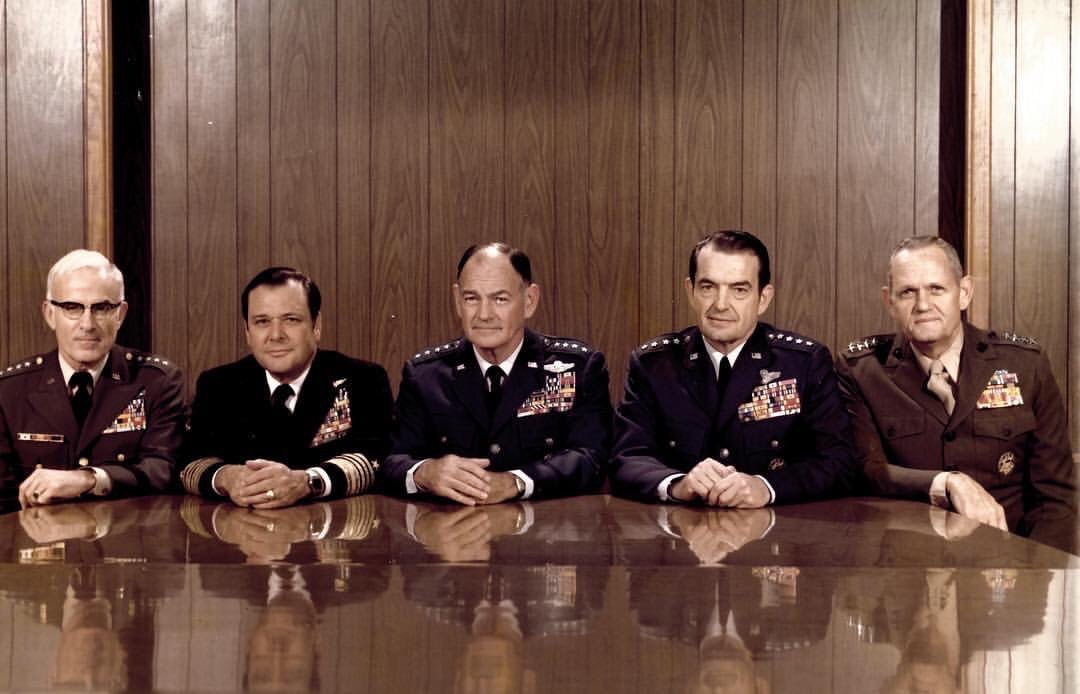
هيئة الأركان المشتركة في عام 1977.
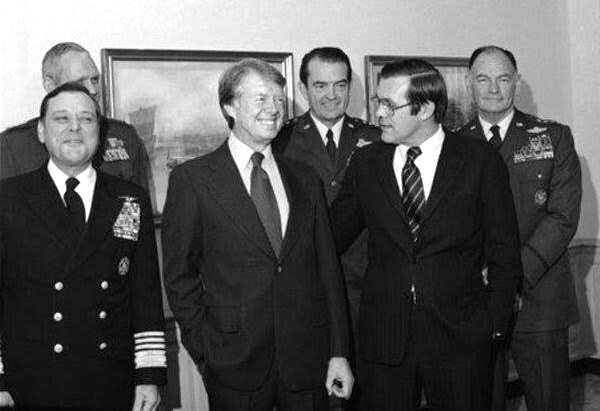
أعضاء هيئة الأركان المشتركة مع الرئيس المنتخب جيمي كارتر ووزير الدفاع دونالد رامسفيلد في 17 ديسمبر 1976.
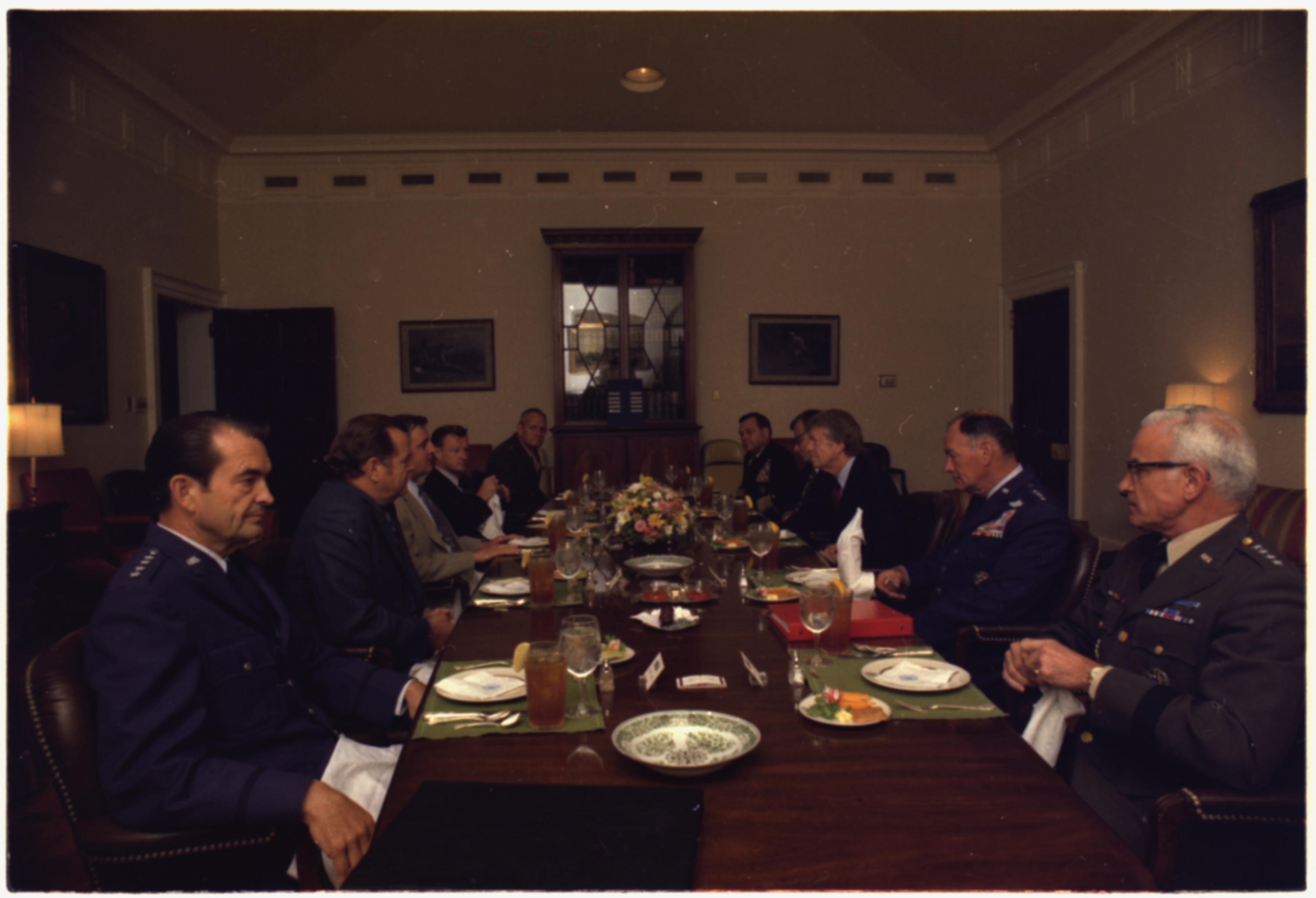
أعضاء هيئة الأركان المشتركة خلال اجتماع لمجلس الوزراء في البيت الأبيض عام 1977
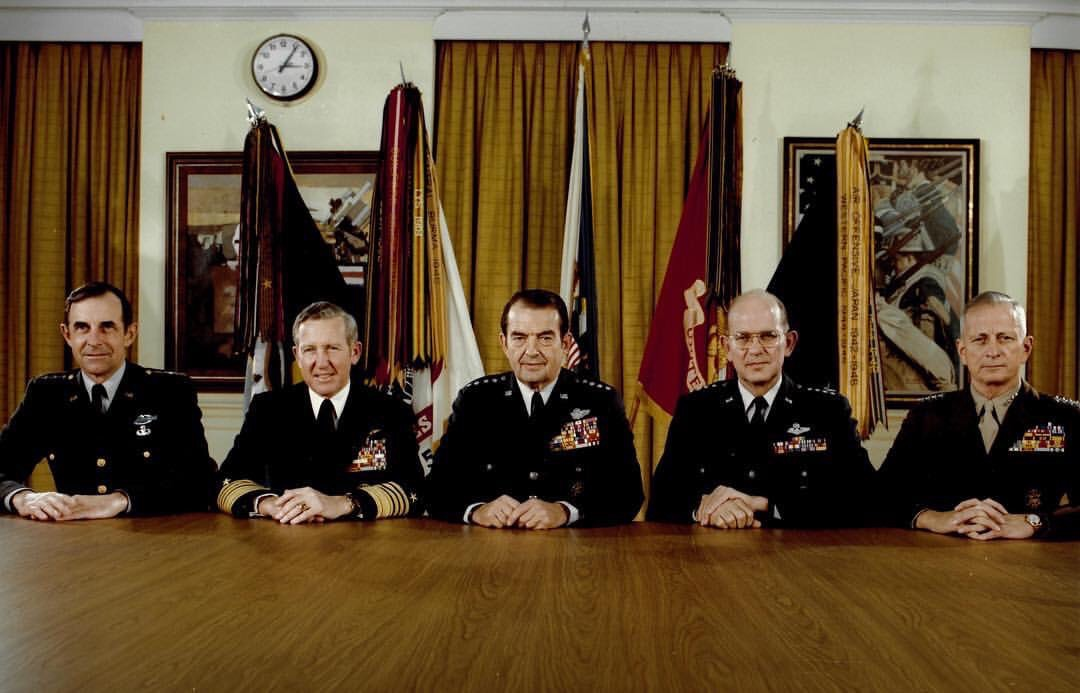
هيئة الأركان المشتركة في عام 1981.
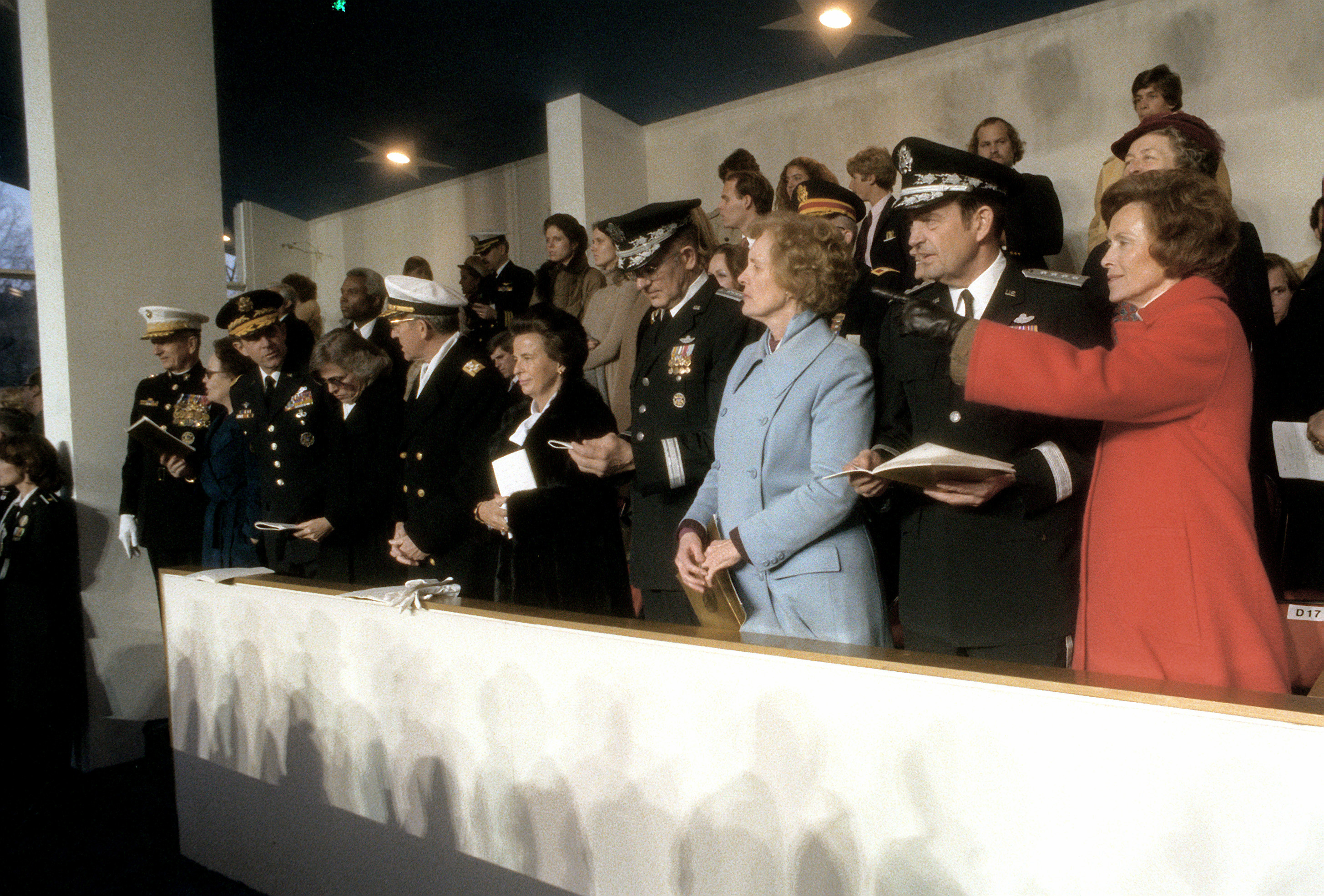
أعضاء هيئة الأركان المشتركة خلال عرض تنصيب الرئيس رونالد ريجان في 20 يناير 1981.
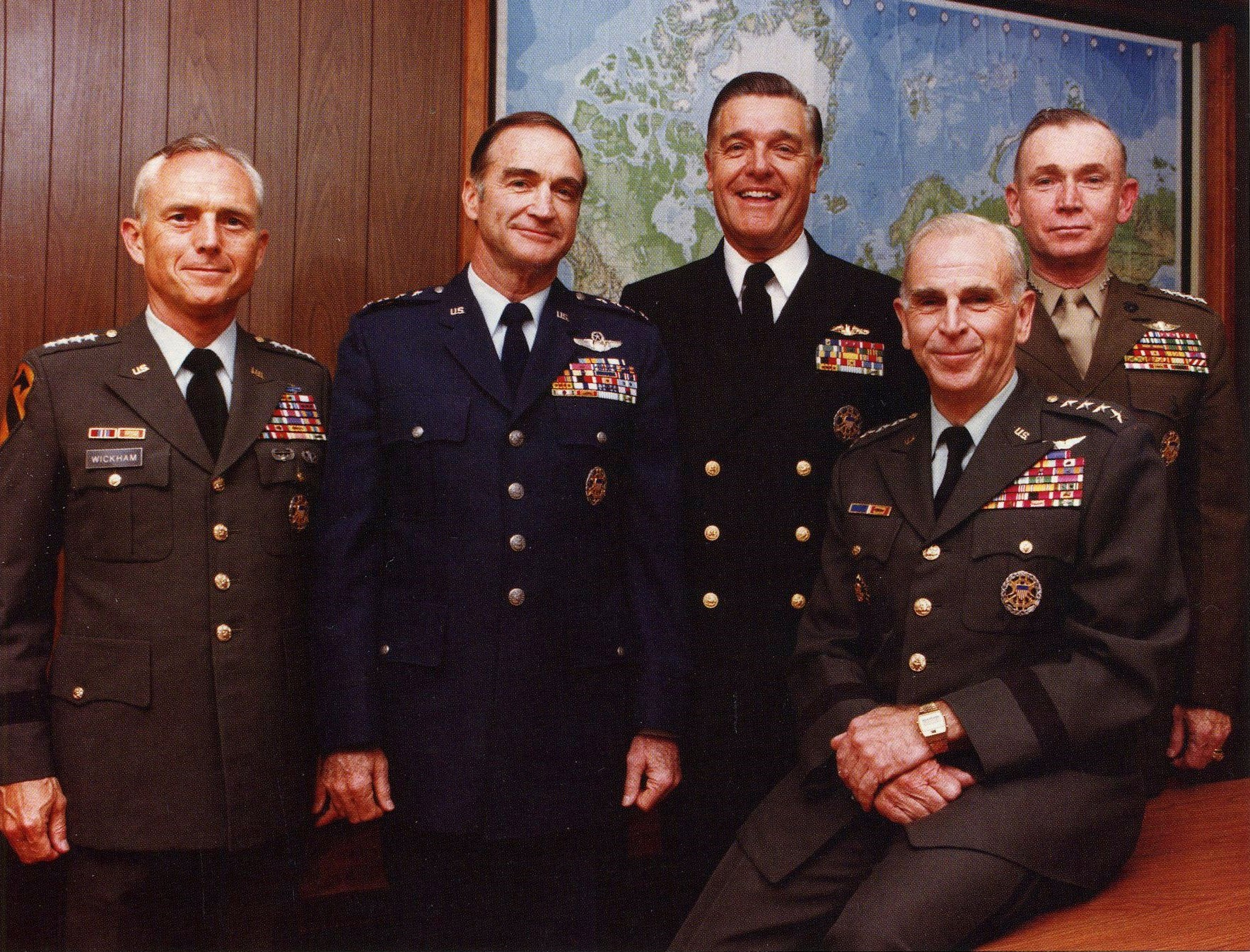
هيئة الأركان المشتركة في عام 1983.
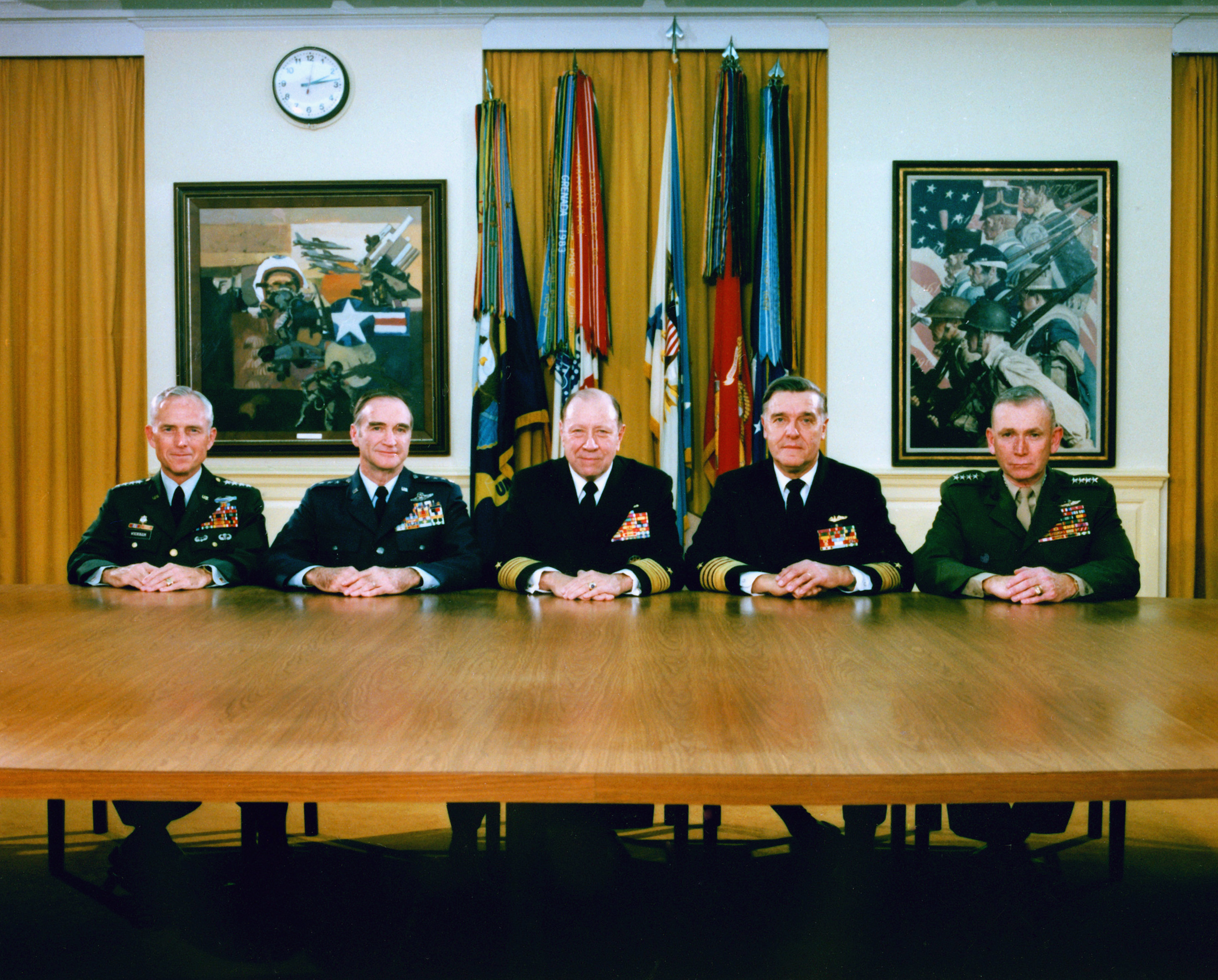
هيئة الأركان المشتركة في عام 1986.
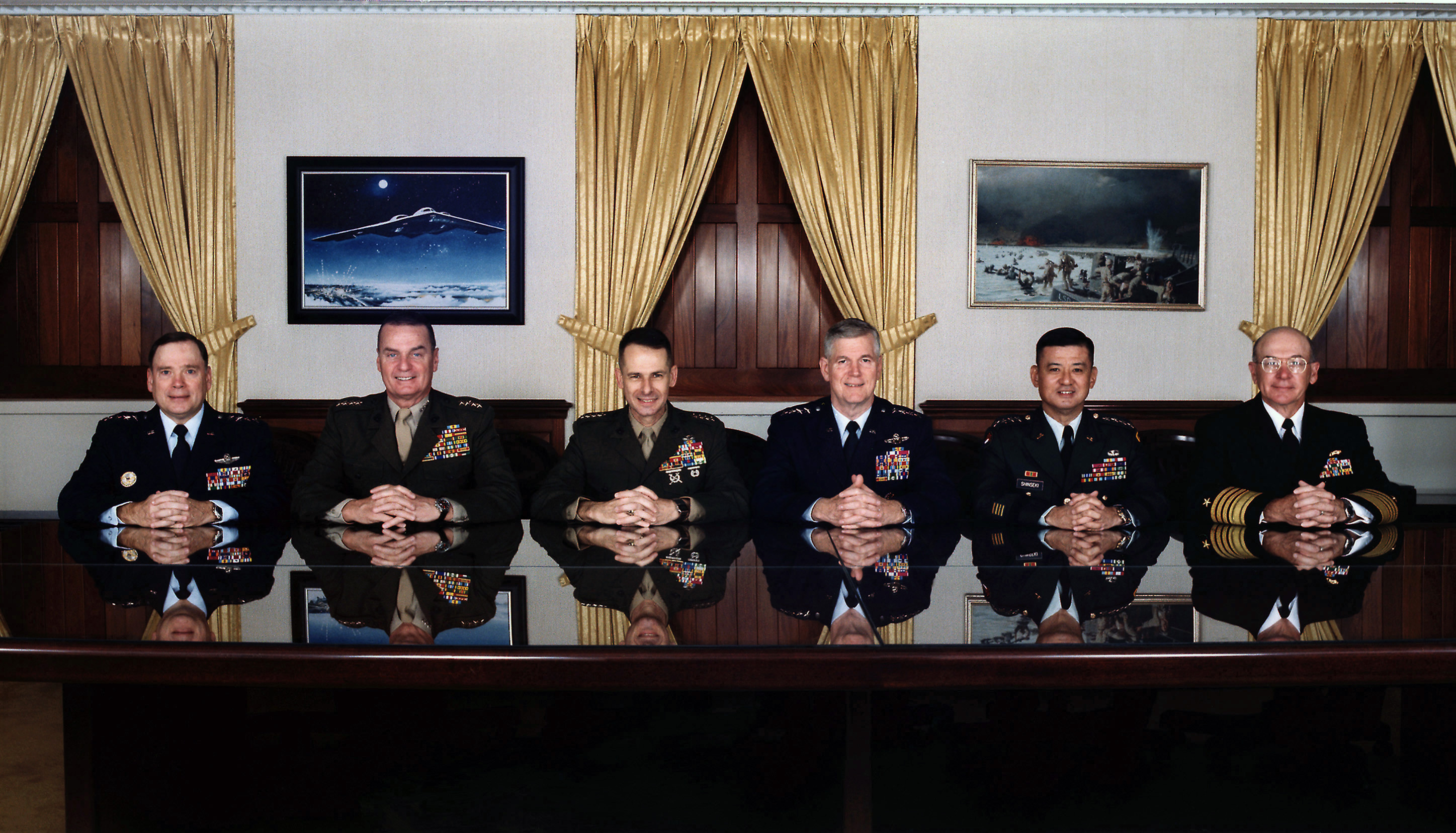
هيئة الأركان المشتركة في عام 2001.
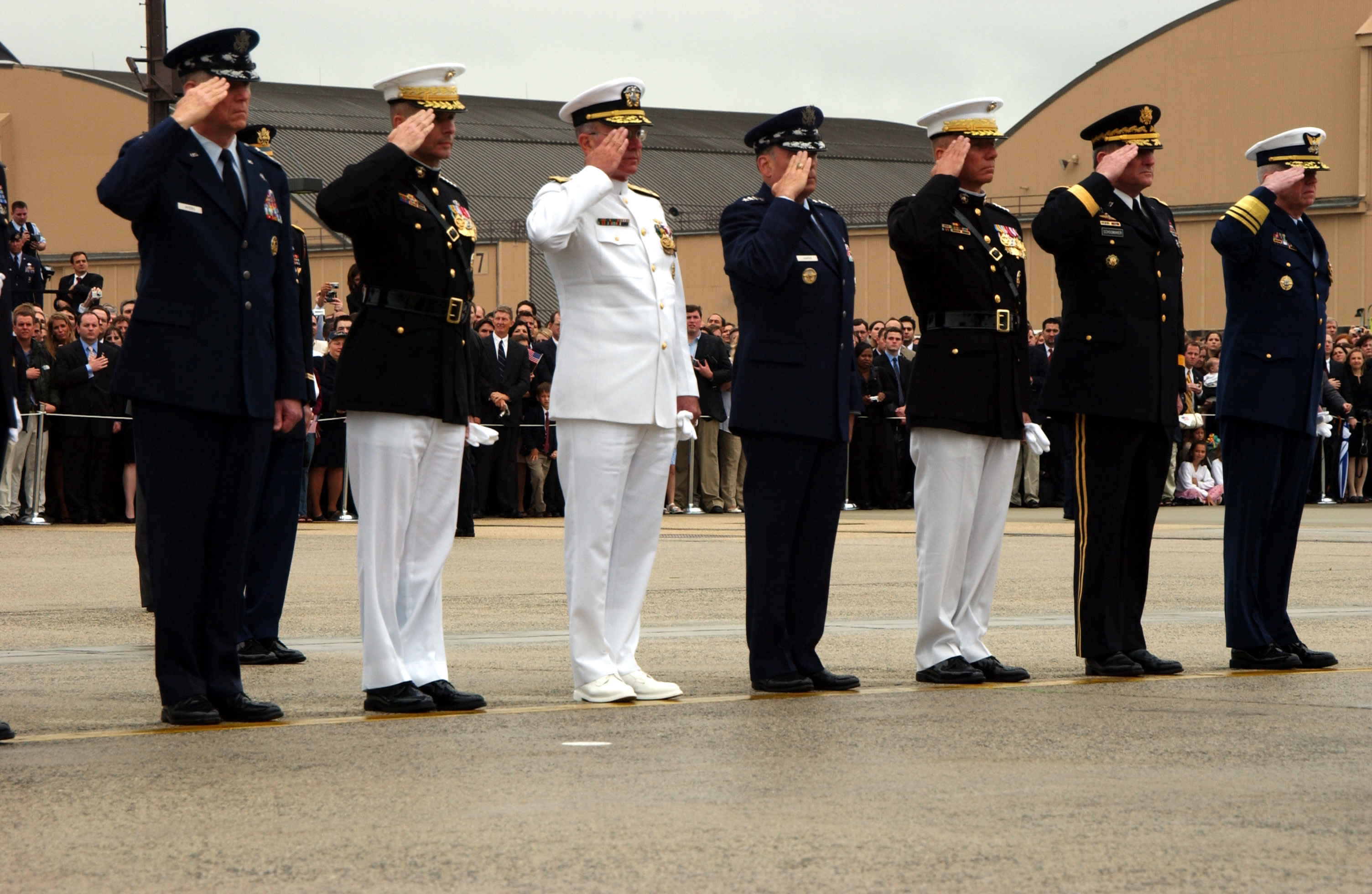
أعضاء هيئة الأركان المشتركة يؤدون التحية للرئيس الراحل رونالد ريجان في قاعدة أندروز الجوية في عام 2004.
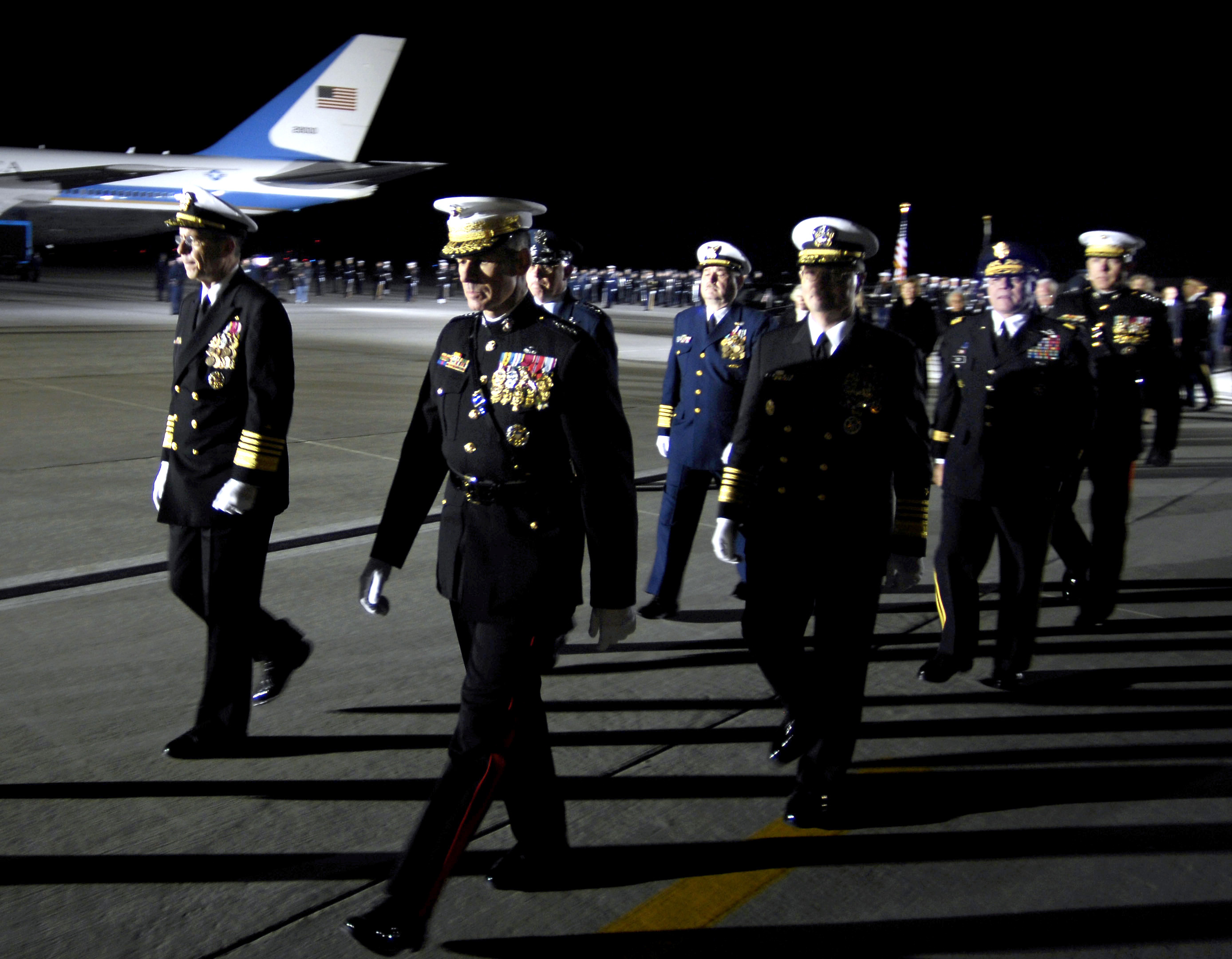
أعضاء هيئة الأركان المشتركة في قاعدة أندروز الجوية خلال مراسم جنازة الرئيس الراحل جيرالد فورد في 26 ديسمبر 2006.
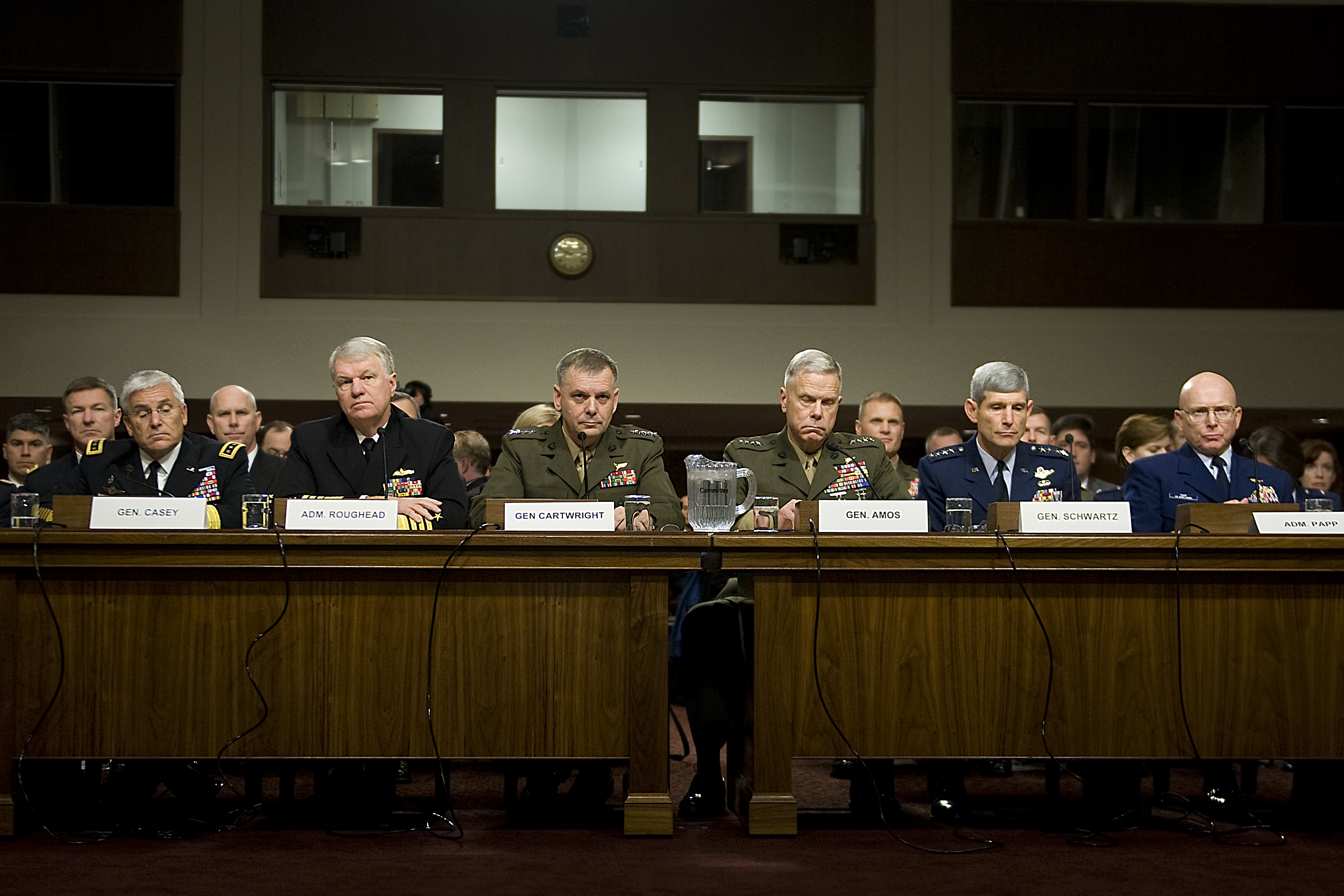
شهادة هيئة الأركان المشتركة أمام لجنة القوات المسلحة بمجلس الشيوخ الأمريكي في الكابيتول هيل عام 2010.
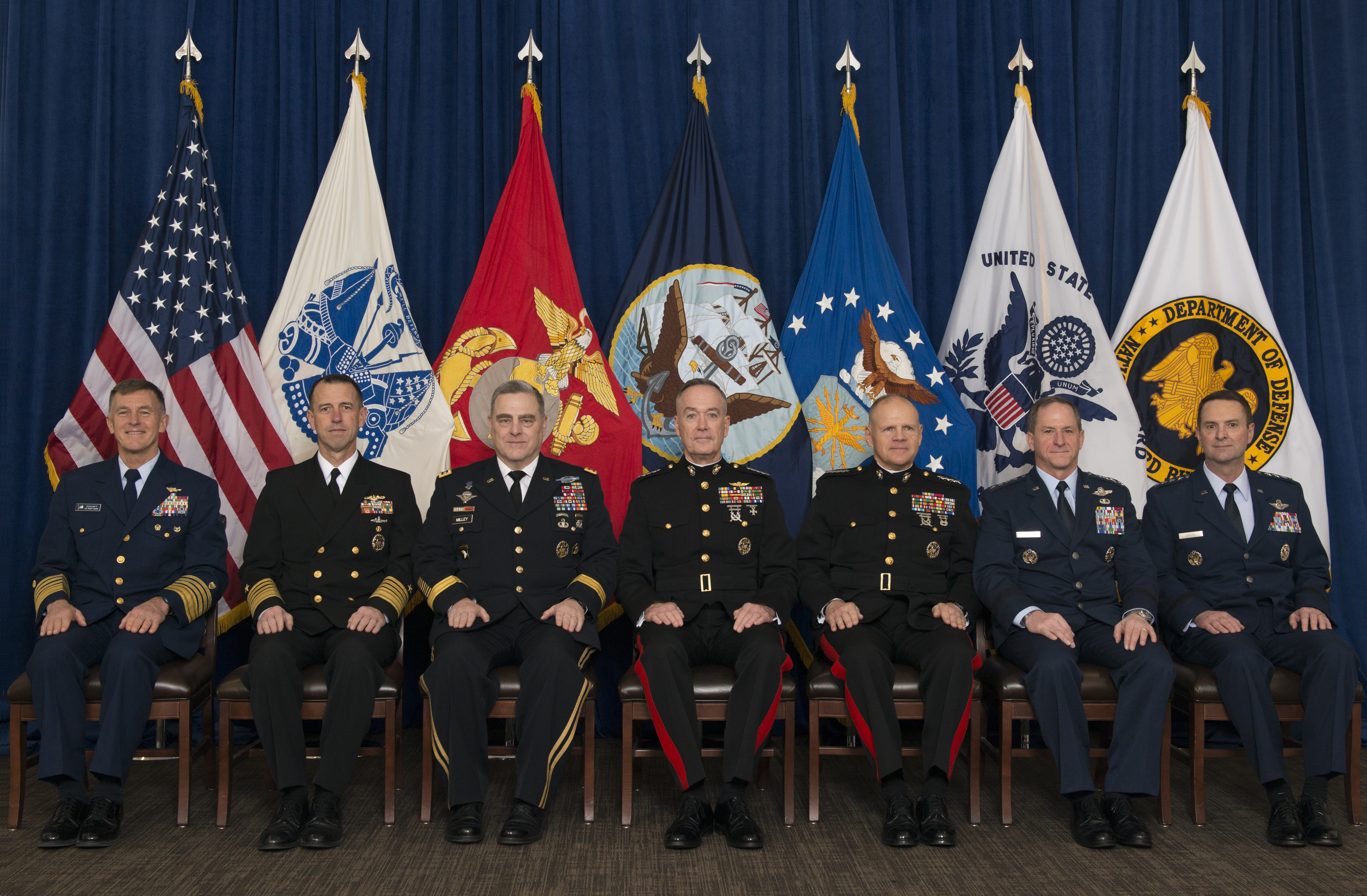
هيئة الأركان المشتركة في عام 2017.

## قراءة إضافية
- جيليسبي، روبرت م. هيئة الأركان المشتركة وتصعيد الصراع في فيتنام، 1964-1965 . أطروحة الماجستير، جامعة كليمسون، 1994.32515894أو سي إل سي 32515894 .
- هيئة الأركان المشتركة. التطور التنظيمي لهيئة الأركان المشتركة، 1942-1987 . الأمانة المشتركة، هيئة الأركان المشتركة، 1988.
- جوردان، جوناثان دبليو، أمراء الحرب الأمريكيون: كيف قادت القيادة العليا لروزفلت أمريكا إلى النصر في الحرب العالمية الثانية (NAL/Caliber 2015).
- ماكماستر، HR التقصير في أداء الواجب: ليندون جونسون، روبرت ماكنمارا، هيئة الأركان المشتركة، والأكاذيب التي أدت إلى حرب فيتنام . نيويورك: هاربر كولينز، 1997.
- بيري، مارك. أربع نجوم: القصة الداخلية للمعركة التي استمرت أربعين عامًا بين هيئة الأركان المشتركة والزعماء المدنيين في أمريكا . نيويورك: هوتون ميفلين، 1989.(ردمك 0-395-42923-4) .
- ريدين، ستيفن إل. تاريخ مكتب وزير الدفاع . مجلدين. واشنطن العاصمة: المكتب التاريخي، مكتب وزير الدفاع، 1984.
- شنابل، جيمس ف . تاريخ هيئة الأركان المشتركة: هيئة الأركان المشتركة والسياسة الوطنية 1945-1947. المجلد الأول (التسجيل مطلوب) . واشنطن العاصمة: مكتب التاريخ المشترك، هيئة الأركان المشتركة، 1996.
- تايلور، ماكسويل د. البوق غير المؤكد . نيويورك: هاربر ورو، 1959.
- وينر، شارون ك. إدارة الجيش: هيئة الأركان المشتركة والعلاقات المدنية العسكرية (دار نشر جامعة كولومبيا، 2022) مراجعة كتاب على الإنترنت

## روابط خارجية
- Joint Action of the Army and the Navy (1935 Joint Board publication)
- Joint Chiefs of Staff on the Internet Archive